# Дионисий Папаниколопулос
Дионисий (на гръцки: Διονύσιος, Дионисиос) е гръцки духовник, епископ на Вселенската патриаршия и Църквата на Гърция.

## Биография
Роден е в Салменико, Патраско, със светското име Папаниколопулос (Παπανικολόπουλος). В 1910 година завършва Богословския факултет на Атинския университет. По време на Първата световна война в 1915 година става флотски свещеник на флагманския кораб на гръцкия флот – броненосния крайцер „Аверов“. С „Аверов“ в 1919 година влиза със Съюзническите войски в Цариград. В 1922 година, при краха на Гърция в Гръцко-турската война, корабът участва в евакуацията на гръцката армия и население от Смирна. Става архимандрит и продължава да служи на „Аверов“ до 1944 година. От ноември 1939 годин екипажът на „Аверов“ е доведен до минимум и крайцерът е на практика изваден от редова служба.
В началото на операция „Марита“ на 6 април 1941 година цялата акватория на Атика е бомбардирана от германската авиация. Екипажът на „Аверов“, който е в пристанището на Елевсина успява да свали един германски самолет. На 12 април командването на флота решава да изостави „Аверов“ в Елевсина като свали от него противовъздушните оръдия, а екипажът да се изпрати на помощ на бреговите части. На следващия ден обаче заповедта е отменена. На 17 април на екипажа е съобщена заповедта да потопи с почести корабакрай остров Пситалея, на входа на Саламинския пролив. Архимандрит Дионисий настройва екипажа и изпълняващия длъжността командващ лейтенант П. Дамилатис против заповедта на щаба и през нощта на 17 срещу 18 април корабът излиза от Елевсинския залив, минава през минните заграждения и поема на юг. На 23 април 1941 година пристига в Александрия, Египет, от където продължава участието си във войната като конвоира съюзни товарни кораби в Индийския океан.
На 19 ноември 1944 година е избран за йерисовски, светогорски и ардамерски митрополит. На 25 септември 1951 година е избран да заеме катедрата на воденски митрополит във Воден (Едеса). На 24 януари 1967 г. е принуден да подаде оставка поради напредване на възрастта му от долшлите на власт с преврат Черни полковници. Умира на следната година.